# Константин фон Залм-Райфершайт-Краутхайм
Константин Доминик Франц фон Залм-Райфершайт-Краутхайм и Герлахсхайм (на немски: Konstantin Dominik Franz Fürst zu Salm-Reifferscheidt-Krautheim; * 4 август 1798, Клайнхойбах, Бавария; † 10 февруари 1856, Хершберг, Рейнланд-Пфалц) е от 1831 г. 2. княз на Залм-Райфершайт-Краутхайм и Герлахсхайм.

## Живот
Той е син на 1. княз Франц Вилхелм фон Залм-Райфершайт-Краутхайм (1772 – 1831) и първата му съпруга принцеса Франциска Романа Луиза Хенриета Амброзия фон Хоенлое-Бартенщайн (1770 – 1812), дъщеря на княз Лудвиг Карл Франц Леополд фон Хоенлое-Валденбург-Бартенщайн (1731 – 1799) и графиня Фредерика Поликсена фон Лимбург-Щирум (1738 – 1798).
Константин е адютант на великия херцог на Баден и през 1831 г. става княз след баща си. Княз Константин продава през 1839 г. заради задължение останата част от Княжеството Залм-Краутхайм за 1 103 976 гулден на Велико херцогство Баден и създава с купеното рицарско имение през 1838 г. в Кралство Вюртемберг с дворец Херзберг на Боденското езеро един „фамилиенфидайкомис“.

## Фамилия
Константин се жени на 27 май 1826 г. в замък Халтенбергщетен за принцеса Шарлота София Матилда Франциска Ксаверия Хенриета фон Хоенлое-Бартенщайн-Ягстберг (* 2 септември 1808, замък Халтенбергщетен; † 9 ноември 1873, замък Ной-Цили), дъщеря на княз Карл Йозеф фон Хоенлое-Бартенщайн-Ягстберг (1766 – 1838) и херцогиня Хенриета Шарлота фон Вюртемберг (1767 – 1817), дъщеря на херцог Лудвиг Евгений фон Вюртемберг (1731 – 1795) и София Албертина фон Байхлинген (1728 -1807). Те имат девет деца:
- Франц Карл Август Хуберт Алойз Йозеф Клеменс Леополд Лонгин Мария (* 15 март 1827; † 24 март 1860), 3. княз и алтграф
- Августа Елеонора София Леополдина Кристина Кресценция Шарлота Франциска Антония Алойзия Хубертина Бенедикта Мария (* 21 март 1828; † 2 август 1859), монахиня
- Ото Клеменс Зигизмунд Леополд Фердинанд Мария (* 19 октомври 1829; † 31 май 1858), алтграф
- Каролина (* 13 декември 1830; † 13 декември 1830)
- Берта (* 3 ноември 1831; † 13 ноември 1831)
- Леоплод Карл Алойз Лонгин Мария (* 14 март 1833, Герлахсхайм; † 16 май 1893, Виена), 4. княз фон Залм-Райфершайт-Краутхайм и Дик и алтграф, женен I. на 21 август 1862 г. в Грац за графиня Анна фон Турн и Валзасина-Комо-Верчели, фрайин цум Кройц (* 19 септември 1837, Инсбрук; † 12 септември 1864, Грац), II. на 5 май 1866 г. във Виена за графиня Кристина фон Шпигел цум Дизенберг-Ханкследен (* 18 май 1846, Вишенау; † 6 февруари 1935, Сан Ремо)
- Франциска Антония Августа Кресценция Мария (* 19 април 1835; † 9 юли 1852)
- Елеонора Алойзия Хуберта Януария Мария (* 16 септември 1836, Герлахсхайм; † 27 април 1922), омъжена на 23 декември 1879 г. за фрайхер Станислаус Бргуиньон фон Бамберг († 22 февруари 1884)
- Фридрих Карл Антон Лудвиг Хуберт Алойз Бертхолд Волфганг Мария (* 31 октомври 1843; † 27 юни 1866, убит в битка близо до Наход), алтграф